# Asteria
Asteria var en grekisk gudinna, som var dotter till Phoebe och Koios, syster till Leto, hustru till titanen Perses och mor till trolldomsgudinnan Hekate.